# Sokoleane, Kărdjali
Sokoleane (în bulgară Соколяне) este un sat în comuna Kărdjali, regiunea Kărdjali,  Bulgaria. 

## Demografie
Componența etnică a satului Sokoleane
     Turci (97,36%)
     Nicio identificare (2,63%)
     Altele (0%)
La recensământul din 2011, populația satului Sokoleane era de 266 locuitori. Din punct de vedere etnic, majoritatea locuitorilor (97,36%) erau turci. Pentru 2,63% din locuitori nu este cunoscută apartenența etnică.